# Deusdedit Cavalcanti
Deusdedit de Albuquerque Cavalcanti (Paulistana, 15 de agosto de 1913 – 1 de dezembro de 2003) foi um político brasileiro. Foi deputado estadual pelo Piauí , Prefeito e Vereador de Paulistana.

## Atuação política
Exerceu três mandatos de deputado estadual pelo Piauí, no período de 1959 a 1971. Foi Prefeito de Paulistana (1973-1976) e Vereador do mesmo município, por dois mandatos (1989-1996)

## Vida pessoal
Nasceu em Paulistana, Piauí, Brasil, em 15 de agosto de 1913. Filho de Elpídio José Cavalcanti e Petronila Albuquerque Cavalcanti (Sinhá). Irmão do deputado federal Heitor Cavalcanti.
Era casado com Maria do Carmo Rocha Cavalcanti. Faleceu em Teresina, Piauí, em 1º de dezembro de 2003, com 90 anos de idade.
Fazia parte da tradicional família Coelho Rodrigues de Paulistana, estado do Piauí, com raízes genealógicas na Freguesia de Paço de Sousa, no Distrito do Porto, em Portugal, visto que era tetraneto de Valério Coelho Rodrigues Filho, de Maria Rodrigues de Santana e de José Rodrigues Coelho, sendo, portanto, pentaneto por três linhas maternas de Domiciana Vieira de Carvalho e de Dom Valério Coelho Rodrigues.